# Stadion Miejski w Opawie
Stadion Miejski w Opawie (również jako Stadion v Městských sadech) – stadion piłkarski w Opawie, w Czechach. Swoje mecze rozgrywa na nim klub SFC Opava. Powstał w 1973, a w 2003 przeszedł modernizację. Posiada parking, sztuczne oświetlenie, tablice świetlną oraz trybuny na 7758 widzów (z czego 5466 miejsc jest zadaszonych). Położony jest w parku miejskim, w pobliżu znajduje się również basen oraz Hala Opava (hala sportowa na ok. 3000 widzów).
Stadion gościł spotkania najwyższego poziomu rozgrywkowego w Czechach w latach 1995–2005 (z przerwami w sezonach 2000/01 i 2002/03), kiedy to SFC Opava grał w I lidze. W 1996 klub z Opawy rozegrał na nim dwa spotkania fazy grupowej Pucharu Intertoto. Frekwencja na stadionie w tym okresie należała do najwyższych w Czechach.